# Montirat (Tarn)
Montirat ist eine französische Gemeinde mit 266 Einwohnern (Stand 1. Januar 2022) im Département Tarn in der Region Okzitanien. Sie gehört zum Arrondissement Albi und zum Kanton Carmaux-2 Vallée du Cérou. An der nördlichen Gemeindegrenze verläuft der Fluss Viaur, im Süden sein Zufluss Candour.

## Bevölkerungsentwicklung
| Jahr      | 1962 | 1968 | 1975 | 1982 | 1990 | 1999 | 2012 |
| Einwohner | 555  | 462  | 386  | 336  | 319  | 265  | 268  |

## Sehenswürdigkeiten
- Kirche von Lagarde-Viaur (Prozessionskreuz und Retabel aus dem 15. Jahrhundert)

## Persönlichkeiten
- Bernard-François Balssa, geboren am 22. Juli 1746, Vater von Honoré de Balzac